# 水野剛也
水野 剛也（みずの たけや、1970年 - ）は、日本の社会学者。2020年からは明治大学の教授を務める。
元大相撲力士の代官山康弘は父にあたる。

## 人物
東京都生まれ。法政大学卒業後、上智大学で修士号を得て渡米し、2000年、アメリカ・ミズーリ州立大学、スクール・オブ・ジャーナリズム博士課程修了。2004年には文教大学情報学部専任講師、2006年に東洋大学社会学部助教授、2007年に准教授、2013年に教授を歴任。2020年から明治大学政治経済学部の専任教授を務める。専攻分野はジャーナリズム論で、アメリカ・ジャーナリズム史、日系アメリカ人史、漫画と政治家などを主な研究テーマとしている。

## 著書
- The Civil Libertarian Press, Japanese American Press, and Japanese American Mass Evacuation UMI c2001, 2002
- 『日系アメリカ人強制収容とジャーナリズム リベラル派雑誌と日本語新聞の第二次世界大戦』春風社 2005
- 『「敵国語」ジャーナリズム 日米開戦とアメリカの日本語新聞』春風社 2011
- 『「自由の国」の報道統制　大戦下の日系ジャーナリズム』吉川弘文館・歴史文化ライブラリー、2014

## 参考
- [ISBN　978-4-86110-258-5]